# Administration de la présidence fédérale
Le Cabinet du Président fédéral (en allemand : Bundespräsidialamt) est l'office public du président fédéral allemand. Il s'agit de la plus haute autorité fédérale.

## Sources
- (de) Cet article est partiellement ou en totalité issu de l’article de Wikipédia en allemand intitulé « Bundespräsidialamt » (voir la liste des auteurs).